# Байгильдино (Башкортостан)
Байгильдино (баш. Байгилде) — село в Нуримановском районе Башкортостана. Административный центр Байгильдинского сельсовета.

## Географическое положение
Расстояние до:
- районного центра (Красная Горка): 30 км,
- ближайшей ж/д станции (Иглино): 21 км.

## Население
| 2002 | 2009 | 2010 |
| ---- | ---- | ---- |
| 429  | ↗449 | ↘432 |

### Национальный состав
Согласно переписи 2002 года, преобладающие национальности — татары (68 %), башкиры (30 %).

## Известные уроженцы
- Исмагилов, Зинфер Ришатович (1947—2023) — советский и российский химик в области углехимии, углеродных материалов и катализа. Доктор химических наук.
- Исмагилов, Рафаэль Ришатович (род. 1951) — советский учёный-агроном. Доктор сельскохозяйственных наук.